# Miroslav Žaberl
Miroslav Žaberl, slovenski policist in veteran vojne za Slovenijo, * 18. avgust 1959.

## Odlikovanja in nagrade
Leta 2001 je prejel častni znak svobode Republike Slovenije z naslednjo utemeljitvijo: »ob deseti obletnici osamosvojitve za zasluge pri obrambi svobode in uveljavljanju suverenosti Republike Slovenije«.